# Jennifer Banko
Jennifer Banko (Riverside, 8 novembre 1978) è un'attrice statunitense.

## Biografia
Jennifer Banko ha recitato in molti film, tra cui si annoverano Venerdì 13 parte VII - Il sangue scorre di nuovo, dove aveva solo 10 anni, nel ruolo di Tina Sherpad da bambina e in Leatherface - Non aprite quella porta III nel ruolo di Babi Sawyer, figlia di Leatherface. Nel corso degli anni ha recitato in ruoli minori ed è apparsa in fiction e talk show. Attualmente è sposata ed ha il nome di Jennifer Banko-Stewart.